# ورزا

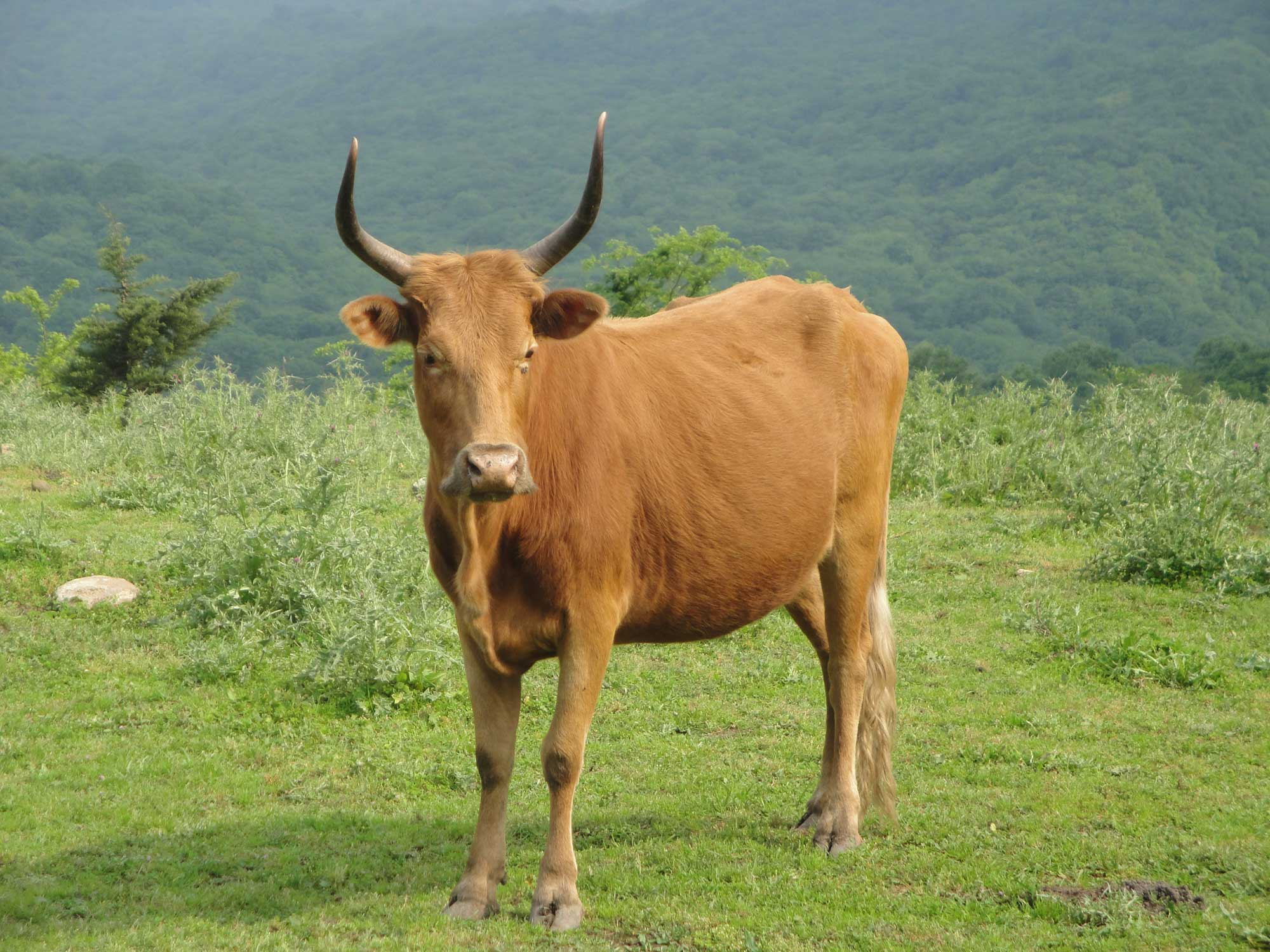
تصویری از یک گاو نر در منطقه جنگلی بلیران شهرستان آمل در مازندران ایران.

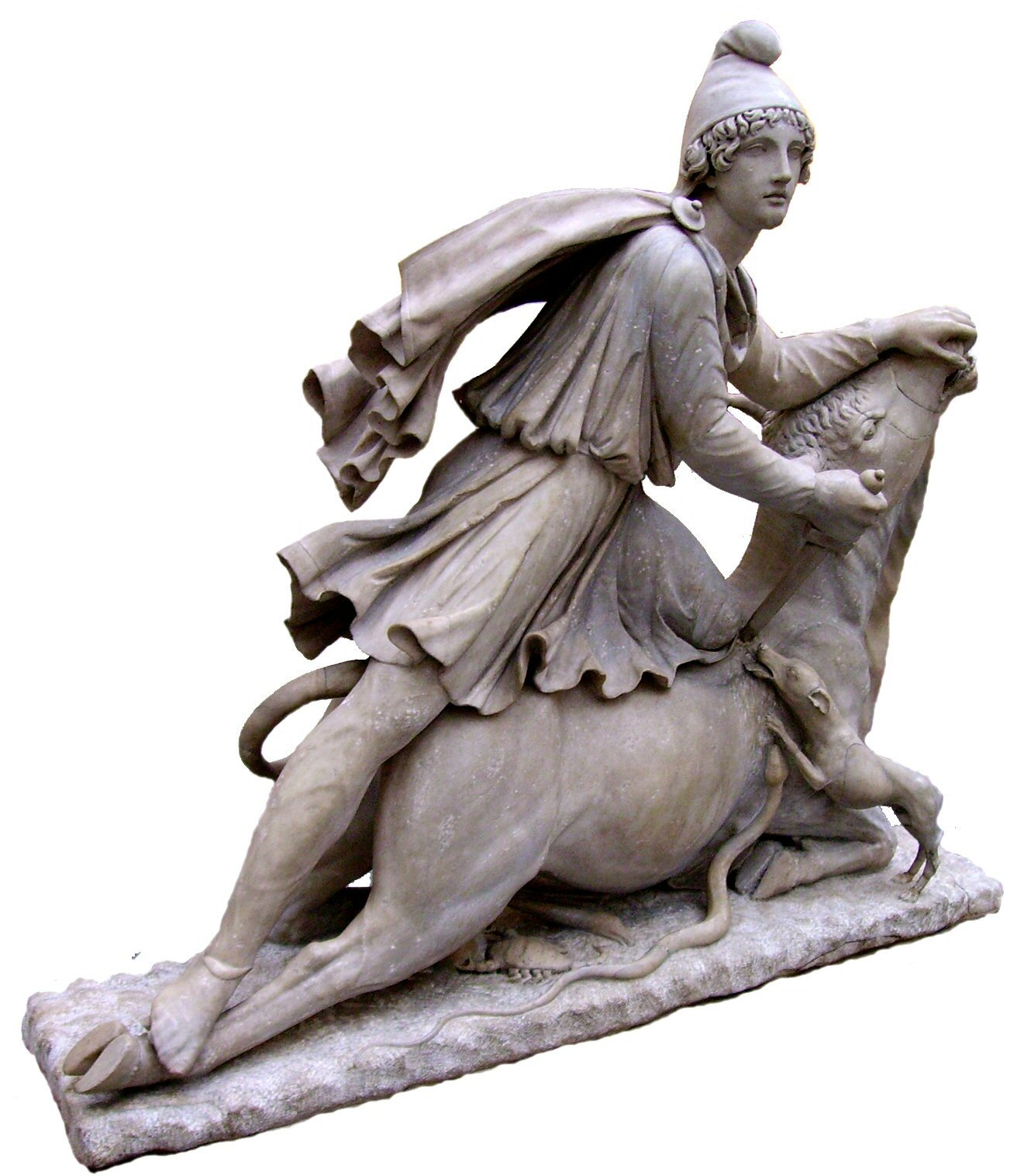
تندیس میترا در حال قربانی کردن گاو نر، موزه بریتانیا لندن

وَرزا در فارسی به معنی گاو نر است. گاو نر اخته شده که ‎زمین را بدان شیار می‌کنند و ورزا بیشتر به عنوان گاو کشاورزی است. ورزا در زبان تاتی، تالشی، مازندرانی، گیلکی و لری (لری بختیاری، بوراحمد و لری خرم‌آبادی) هم به معنای گاو نر است. در گویش همدان به گاو نر ورزو می گویند. همچنین اصفهانی ها به آن ورزاب می‌گویند. در آیین میترایی ورزا قربانی می‌شده‌است. همچنین تالشان نیز در آیینهای مختلف ورزا یا گاو نر را قربانی می‌کنند.

## ورزا جنگ
ورزا جنگ، جنگی است که در شمال ایران بین گاوهای نر سازمان داده می‌شود. این مراسم هم‌اکنون تنها در استان‌های گیلان و مازندران اجرا می‌شود. اما در گذشته، این مراسم در همه ایران معمول بود و بخشی از سرگرمی جشن‌های محلی را تشکیل می‌داد.

## در ادیان

### در میتراییسم

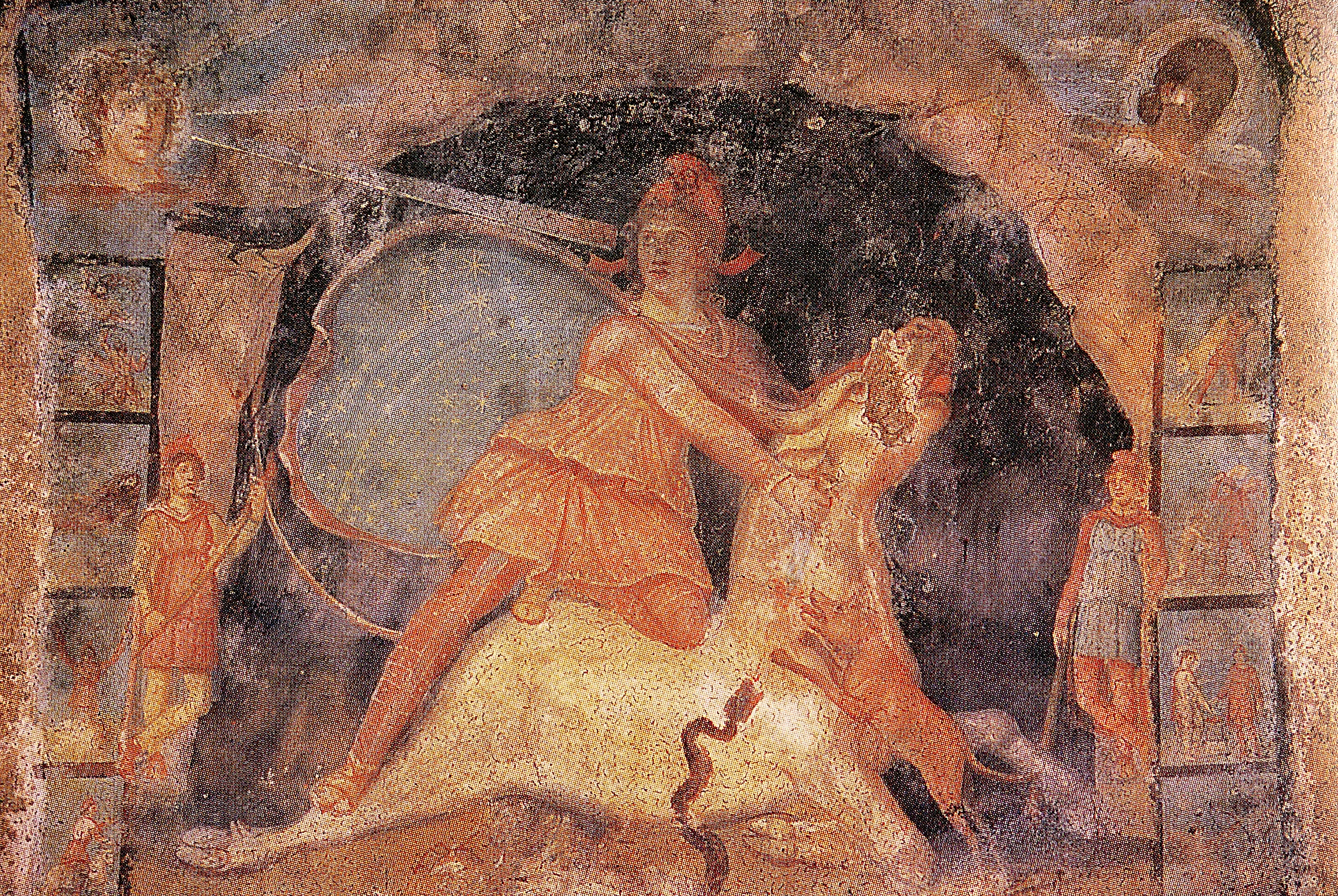
میترا و وَرزا: این دیوارنگاره از مهرابه‌ای در ایتالیا است که صحنه قربانی کردن ورزا و دنباله فلکی ردا را نشان می‌دهد.

مهرپرستان در هنگامی که در مهرابه جمع می‌شدند ورزا را قربانی می‌کردند. گوشت این حیوان را کباب می‌کردند و خون آن را در جامی در زیر مهرابه می‌ریختند. این خون را با شیره هوم و شراب مخلوط می‌کردند و به آن آب حیات می‌گفتند. این آب مقدس را در جام‌های مخصوص به نام دوست‌کامی می‌ریختند و حاضران آن را به همراه کباب و نان می‌خوردند. سپس سرودهایی در سپاس از مهر می‌خواندند. در مهرابه‌ها شمع و آتش روشن می‌کردند که نماد مهر بود.

### در هندوییسم
این گاوها را می‌پرستند و به آن احترام می‌گذارند گاهی برای شفا و براورده شدن حاجات به آن طلا می‌بندند.